# Monument aux morts de Vic-en-Bigorre
 (signalé en mai 2025).
Si vous disposez d'ouvrages ou d'articles de référence ou si vous connaissez des sites web de qualité traitant du thème abordé ici, merci de compléter l'article en donnant les références utiles à sa vérifiabilité et en les liant à la section « Notes et références ».
- Archive Wikiwix
- Bing
- Cairn
- DuckDuckGo
- E. Universalis
- Gallica
- Google
- G. Books
- G. News
- G. Scholar
- Persée
- Qwant
- (zh) Baidu
- (ru) Yandex
- (wd) trouver des œuvres sur Wikidata

Le monument aux morts de Vic-en-Bigorre (Hautes-Pyrénées, France) est consacré aux soldats de la commune morts lors des conflits du XXe siècle.

## Situation
Il est situé au bout de l’allée du Général-de-Gaulle, sur le côté de l’hôtel de ville.

## Historique
La statue est l'œuvre du sculpteur Martial Caumont. L'inauguration du monument a eu lieu le 19 avril 1925
Le 2 décembre 1918, le comité d'érection du monument s'adresse à Martial Caumont, statuaire tarbais. Un poilu en bronze est commandé ainsi qu'un trophée également en bronze représentant les armes de la Ville.
Le 18 juillet 1923 l'installation de la statue sur un socle en marbre d'Arudy pour un coût de 30 000 francs est réalisée.

## Description
Le monument se compose d'un piédestal sur lequel se dresse la statue qui représente un poilu ressemblant au Poilu victorieux d'Eugène Bénet.
L'œuvre est une sculpture en bronze. Elle représente un soldat, debout en marche et brandissant dans son poing droit une couronne de laurier. Sa jambe gauche est légèrement avancée, fléchie en appui au sol. Le soldat est en uniforme complet, y compris la capote et le casque Adrian et non armé.

## Galerie

Sélection de vues du monument aux morts municipal.
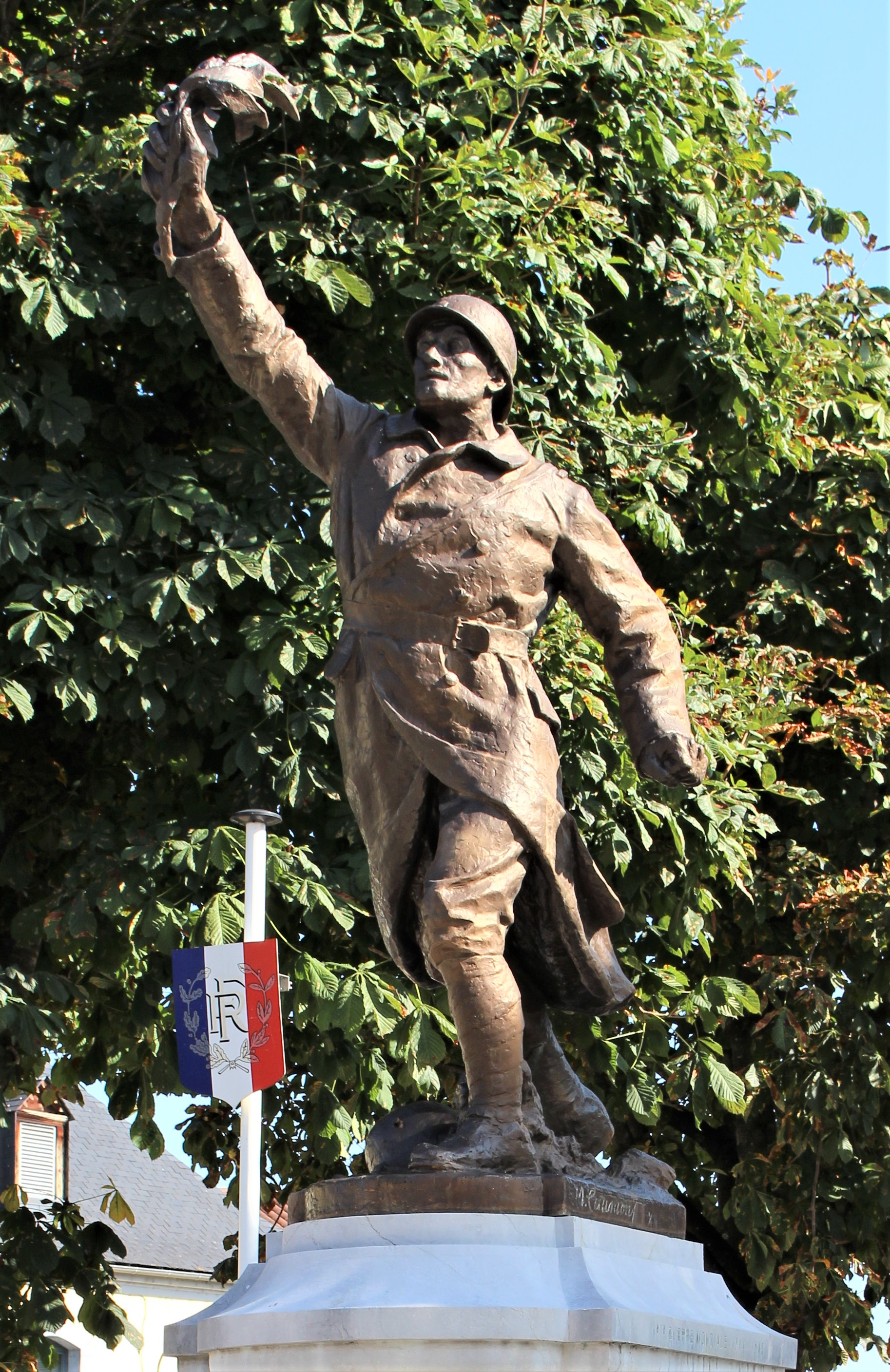
Le poilu.
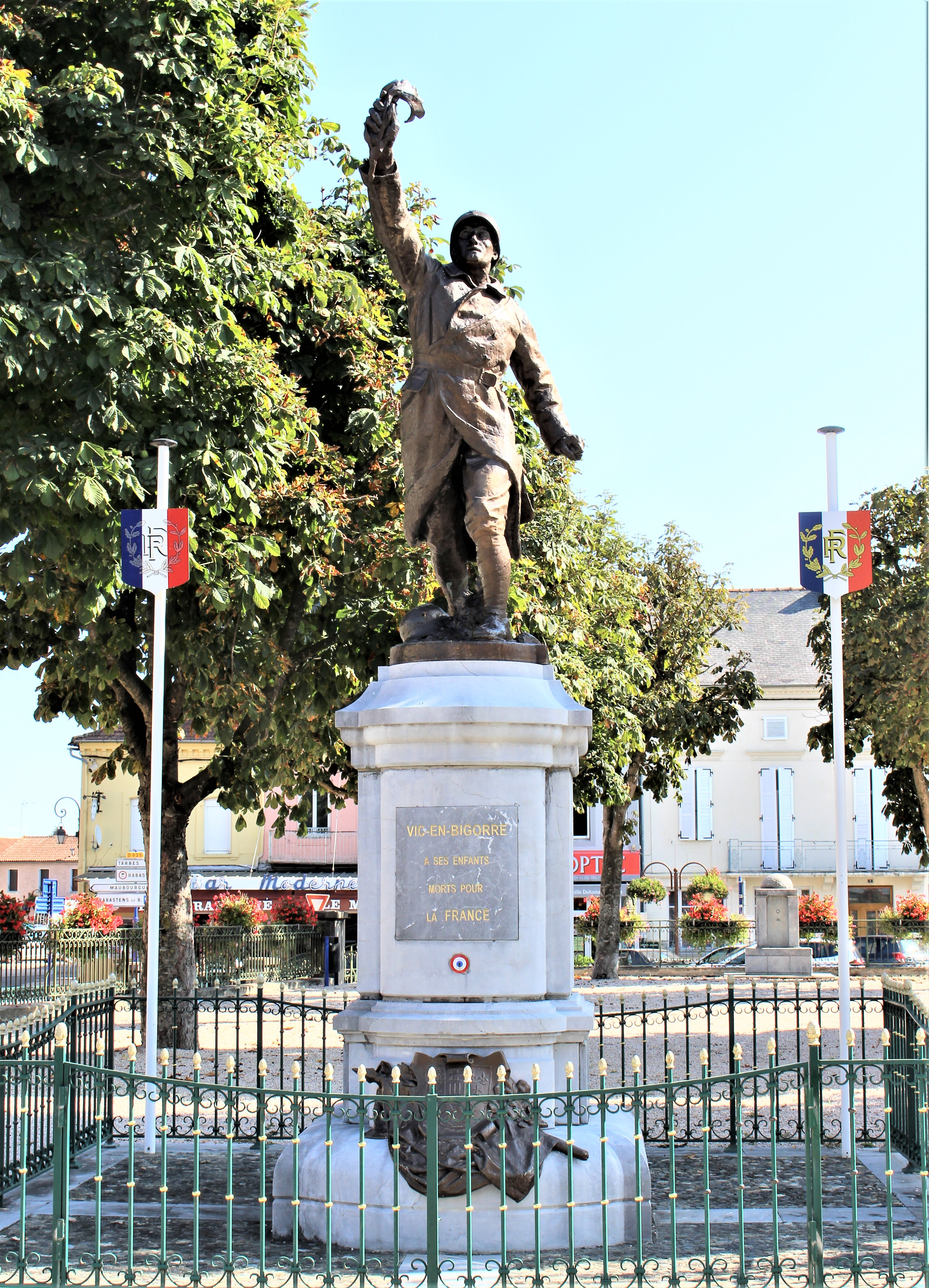
Le monument.
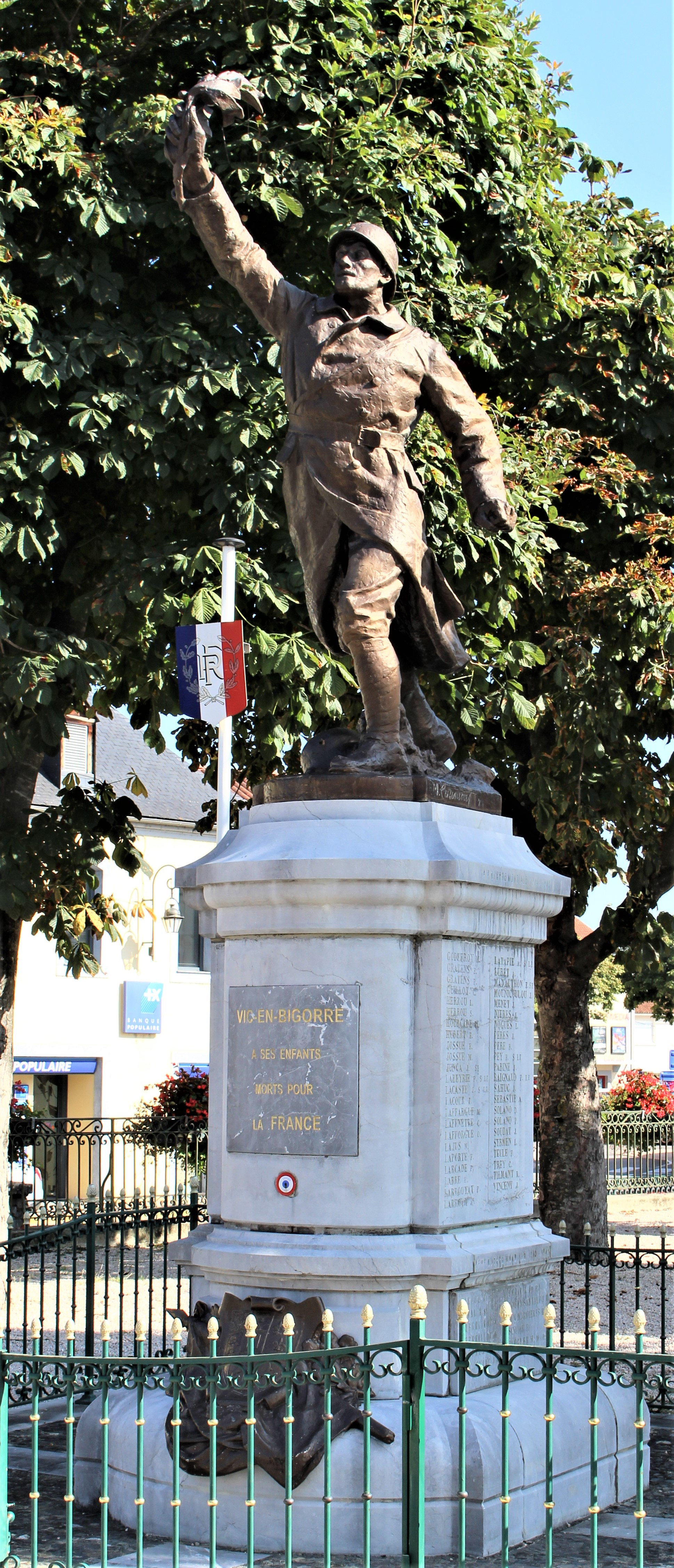